# Тревильо
Треви́льо (итал. Treviglio) — город в Италии, располагается в регионе Ломбардия, подчиняется административному центру Бергамо.
Селения Кузарола, Пизиньяно и Портоли в Средние века соединились в город Тревильо. В XIII—XIV веках управление коммуной осуществлялось 60 выборными «консулами». С 1395 — автономная коммуна в составе Миланского герцогства. В XV веке Тревильо неоднократно переходил из рук в руки от миланцев к венецианцам и обратно.
После многих столетий, не отмеченных яркими событиями, Тревильо в XX веке вернулся к жизни как «тракторная столица» Италии. Крупнейший работодатель — завод тракторостроительной компании Same Deutz-Fahr. Именно в Тревильо в 1915 г. Бенито Муссолини расписался с Ракеле Гвиди.
Наиболее примечательный архитектурный памятник — базилика св. Мартина. Она выстроена в 1008 году, перестроена в 1482 году в духе поздней ломбардской готики, нынешний барочный фасад приобрела в 1740 году. Знаменита полиптихом местных художников Дзенале и Бутиноне (1485). Городская ратуша XII века постройки была обновлена на исходе Возрождения и надстроена в 1873 году.
Население составляет 27 162 человека (на 2003 год), плотность населения составляет 830 чел./км². Занимает площадь 31 км². Почтовый индекс — 24047. Телефонный код — 0363.

## Города-побратимы
- Лауинген, Германия
- Тиес, Сенегал
- Ромзи, Великобритания